# 普拉特鎮區 (北達科他州麥克亨利縣)
普拉特鎮區（英語：Pratt Township）是位於美國北達科他州麥克亨利縣的一個鎮區。

## 地方資料
普拉特鎮區的面積為93.24平方千米，當中陸地面積為93.18平方千米，而水域面積為0.06平方千米。根據2020年美國人口普查的數據，當地共有人口53人，而人口密度為每平方千米0.57人。